# 高杉徹
高杉 徹（たかすぎ とおる、1953年（昭和28年）8月13日 - ）は、日本の政治家、社会保険労務士、中小企業診断士。協同組合茨城県中小企業労務協会理事長。茨城県常総市長（1期）、常総市議会議員（4期）を務めた。

## 経歴
水海道市立水海道小学校、水海道市立水海道中学校、茨城県立水海道第一高等学校を経て、1977年、早稲田大学卒業。1985年、日本社会事業大学研究科卒業。
1977年から1989年まで、実父で参議院議員の高杉廸忠の秘書を務めた。1989年より茨城県中小企業労務協会に勤務し、社会保険労務士として活動した。
1990年、茨城県議会議員選挙に日本社会党公認で立候補するが、杉田光良に敗れ落選。1999年より水海道市議2期、常総市議2期を務め、2012年6月辞任。同年7月の常総市長選挙に、ハコモノ打ち切り、震災復興優先などを掲げ立候補し初当選した。2016年の市長選で落選。
2019年12月24日、立憲民主党茨城3区総支部長に就任したが、翌2020年に旧国民民主党と合併して発足した（新）立憲民主党では旧国民民主党出身の元守谷市議の梶岡博樹が同選挙区で公認された。高杉は党の決定を受け入れ、今後は一般党員として支援する考えを示した。
2021年10月31日投開票の第49回衆議院議員総選挙にて比例北関東ブロック単独25位での立候補が発表された。開票の結果落選。

## 選挙の結果
2012年常総市長選挙
2012年7月8日執行。自民党と公明党の推薦を受けた現職の長谷川典子を僅差で破り初当選した。投票率は水海道市時代を含めて過去最低だった。
※当日有権者数：51,091人 最終投票率：59.61%（前回比：-15.06pts）
| 候補者名   | 年齢 | 所属党派 | 新旧別 | 得票数   | 得票率 | 推薦・支持             |
| ---------- | ---- | -------- | ------ | -------- | ------ | ---------------------- |
| 高杉徹     | 58   | 無所属   | 新     | 15,262票 | 50.65% |                        |
| 長谷川典子 | 69   | 無所属   | 現     | 14,873票 | 49.35% | （推薦）自民党・公明党 |

2016年常総市長選挙
2016年7月10日執行。元県議の神達岳志ら3候補との戦いとなったが、次点で落選。
※当日有権者数：50,565人 最終投票率：63.83%（前回比：4.22pts）
| 候補者名 | 年齢 | 所属党派 | 新旧別 | 得票数   | 得票率 | 推薦・支持                                 |
| -------- | ---- | -------- | ------ | -------- | ------ | ------------------------------------------ |
| 神達岳志 | 47   | 無所属   | 新     | 12,807票 | 40.09% | （推薦）自民党・日本のこころを大切にする党 |
| 高杉徹   | 62   | 無所属   | 現     | 11,608票 | 36.34% |                                            |
| 遠藤章江 | 52   | 無所属   | 新     | 5,761票  | 18.03% |                                            |
| 染谷修司 | 72   | 無所属   | 新     | 1,768票  | 5.53%  | （推薦）日本共産党                         |

## 政策・人物
- 公約であった市長給与50％カットを2012年9月の定例市議会に提案、成立させた[13]。

- 著書に『寝かせたきり老人のいないまち』（学陽書房、1990年11月）がある。